# Bogdan Bakuła
Bogdan Bakuła (2 marzo 1963) è un sollevatore polacco che ha gareggiato nelle categorie dei pesi leggeri e pesi medi.

## Carriera
Ha militato nelle squadre del Narew Łomża, KS Lublinianka, Śląsk Tarnowskie Góry e Śląsk Wrocław. Fu campione polacco nel 1988, vincendo quattro medaglie d'argento nel 1986, 1990, 1991 e 1992 e una medaglia di bronzo nel 1987 nel limite di 67,5 kg. Nel 1985 fu medaglia di bronzo ai Campionati polacchi nei pesi medi (75 kg.) e nel 1993 è stato vicecampione polacco nel limite dei 64 kg.
Il suo maggior risultato a livello internazionale fu la medaglia di bronzo ai campionati europei di Cardiff nel 1988, sollevando 302,5 kg. totali e vincendo anche il bronzo nello strappo con 137,5 kg. Ai campionati europei di Alborg nel 1990 conquistò un'altra medaglia di bronzo nello strappo con 142,5 kg. sollevati.